# Yannick Carrasco
Yannick Ferreira Carrasco (født 4. september 1993 i Vilvoorde, Belgien) er en belgisk professionel fodboldspiller, som spiller for Saudi Pro League-klubben Al-Shabab og Belgiens landshold.

## Klubkarriere
Carrasco spillede på ungdomsniveau hos KRC Genk i hjemlandet, inden han debuterede på seniorplan for AS Monaco. I perioden 2012-2015 spillede han 81 Ligue 1-kampe for klubben, hvor hans præstationer tiltrak sig interesse fra de største klubber i Europa. Han blev i sommeren 2015 solgt til Atlético Madrid i Spaniens La Liga for en pris på 20 millioner euro.
I de følgende to et halvt år var Carrasco en vigtig brik på Atléticos hold, og scorede blandt andet klubbens mål i Champions League finalen 2016, hvor holdet alligevel tabte til lokalrivalerne Real Madrid efter straffesparkskonkurrence. Efter 81 La Liga-kampe for klubben blev han i februar 2018 solgt til kinesiske Dalian Yifang.

## Landshold
Carrasco spillede i sin ungdomsår for adskillige af de belgiske ungdomslandshold, og nåede blandt andet 11 kampe for U/21-landsholdet i perioden 2013-14. Han debuterede for A-landsholdet 28. marts 2015 i en EM-kvalifikationskamp på hjemmebane mod Cypern. Han var en del af den belgiske trup til både EM 2016 i Frankrig og VM 2018 i Rusland.